# Метафизическая живопись

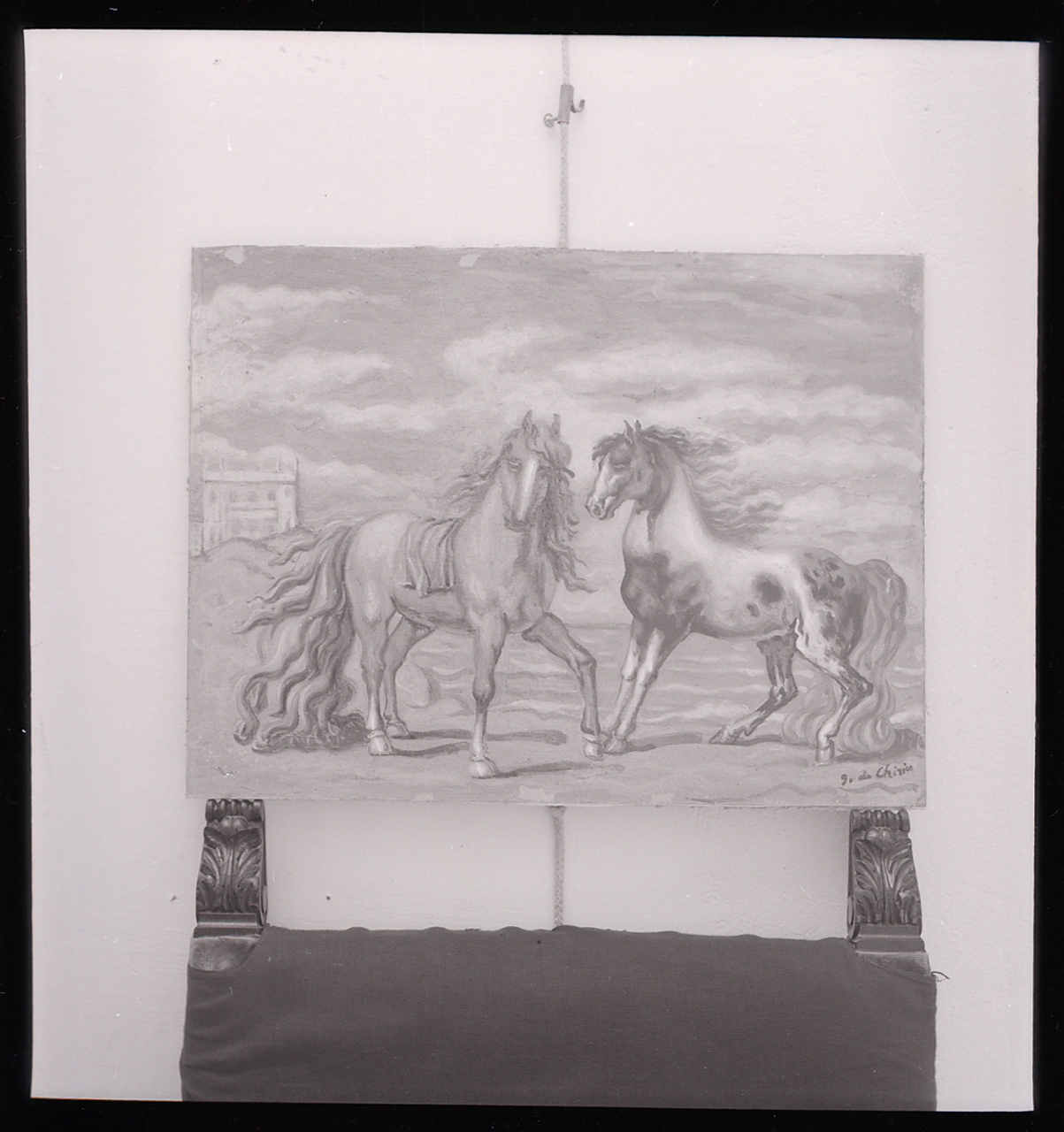
Паоло Монти. Лошади

Метафизическая живопись (итал. Pittura metafisica) — направление в итальянской живописи начала XX века.

## Де Кирико и формирование группы
Родоначальником метафизической живописи является Джорджо де Кирико, который ещё в период своего пребывания в Париже в 1913—1914 годах создавал пустынные городские пейзажи, предвосхищавшие будущую эстетику метафизизма; его серия «Площади Италии» придавала фантастическое измерение условной итальянской классической архитектуре, воссозданной им на картинах. В 1915 году Италия вступила в Первую мировую войну, художник вынужден был вернуться в Феррару, где ожидал мобилизации. Формирование группы художников, исповедовавших эстетику метафизизма, произошло в 1916 году, когда в госпитале в Ферраре сошлись судьбы Джорджо Де Кирико, порвавшего с футуризмом Карло Карра, Филиппо де Пизиса и младшего брата Де Кирико, Андреа, который взял себе псевдоним Альберто Савинио. В 1920х годах к ним ненадолго присоединился Джорджо Моранди.

## Эстетика
В метафизической живописи метафора и мечта становятся основой для выхода мысли за рамки обычной логики, а контраст между реалистически точно изображенным предметом и странной атмосферой, в которую он помещен, усиливал ирреальный эффект.
Метафизическое движение родилось на основе этого нового подхода к живописи, и в 1916—1922 годах объединило художников и писателей вокруг журнала «Valori Plastici» (Пластические ценности), в котором была опубликована серия теоретических работ Де Кирико и Савинио, посвященных метафизической живописи. В своей работе «Анадиомен» Альберто Савинио формулирует два основных принципа метафизической поэтики: «призрачность» и «ирония». Тема «манекена», которая становится лейтмотивом картин Де Кирико и Карра, также впервые появилась в записях Савинио. Метафизическая живопись опиралась на образы предшествующего искусства, и включала в себя различные культурные элементы прошлого. Савинио и Де Кирико испытывали явное влияние неоклассической живописи Арнольда Бёклина; Карло Карра, отошедший от футуристических экспериментов, вернулся к старинной классической традиции — живописи треченто и кватроченто (это видно у него в построениях перспективы в пейзажах). Известный итальянский искусствовед Роберто Лонги как-то остроумно подметил, что «кватроченто стало для метафизических марионеток и каменных гостей оперной сценой». Художники стремились найти метафизическую грань между миром живого и неживого, поэтому в их картинах живое похоже на неодушевленное, а неодушевленные предметы живут своей тайной жизнью. Вообще слово «тайна» было любимым у Джорджо Де Кирико.

## Две тенденции
В метафизическом движении выделились две тенденции: одна особенно богата символическими и литературными смыслами и реминисценциями (Де Кирико, Савинио), вторая менее доктринерская, но более обусловленная живописной фантазией. (Карра, Моранди). Движение не создало ни своей школы, ни определённой группы, оно скорее было реакцией на футуризм, выражением его кризиса, и именно в этом качестве имело влияние в Италии, где схожую эстетику в это время стали исповедовать некоторые другие художники (Марио Сирони, Арденго Соффичи, Массимо Кампильи, Атаназио Сольдати), а также во всей Европе.

## Конец школы
Метафизическое движение довольно быстро сошло со сцены. Последнюю картину в этом стиле Де Кирико написал в 1918 году, Моранди в 1920, а Карра в 1921. Однако ряд идей метафизиков были подхвачены сюрреалистами. Метафизическому движению в живописи были посвящены две большие выставки в Германии, состоявшиеся в 1921 и в 1924 годах.
Работы метафизических художников особенно полно представлены в миланских музеях и частных собраниях (собрания Юккера, Тонинелли, Маттиоли); в Лондоне (собрание Роланда Пенроуза); в Нью-Йорке (Музей современного искусства); в Чикаго (Художественный институт); в Стокгольме (Национальный музей) и в Венеции (фонд Пегги Гугенхейм).

## Художники-метафизики
- Де Кирико, Джорджо
- Савинио, Альберто
- Моранди, Джорджо
- Пизис, Филиппо де
- Мартини, Артуро
- Казорати, Феличе
- Карра, Карло